# 雅迪国际学校
雅迪国际学校（英語：Awty International School），是位于美国德克萨斯州休斯敦的一所私立学校，成立于1956年。雅迪学校设有从幼儿园到高中16个年级的所有课程，学生们从三岁到高中毕业。

## 现任校长
达林女士拥有超过20年的教育领导经验。作为新墨西哥联合世界学院的校长，达林为学校的领导带来了独特的视角，因为她致力于在国际教育的各个方面做出卓越贡献，并以她作为合作领导者的良好记录。在加入联合世界学院之前，达林曾在特拉华州Wilmington Friends School学校任校长11年。在被任命为威尔明顿总监之前，她从1988年起担任过多个职位，包括业务经理，助理低级校长和学校代理主管。在加入威尔明顿之前，她曾在费城郊区的朋友中心学校工作，担任过图书馆服务和业务经理。搬到费城之前，她还在康涅狄格州的Pomfret学校杜邦图书馆担任了H.B.的主任。
作为Awty执行任务的强大领导者，达林女士曾在国际妇女论坛和全国独立学校协会任职，并曾在联合世界学院国际委员会任职，担任新墨西哥州独立学校协会主席。
她拥有乔治福克斯学院的学士学位，普林斯顿神学院的教育神学硕士学位以及纽约州立大学奥尔巴尼分校图书馆学硕士学位

## 历史
雅迪学校由凯瑟琳·雅迪（Kathleen Awty）于1956年9月创立。雅迪最初只是个有27名学生的学前教育，分为幼儿园和学前班。1960年，雅迪移至1615 Garrettson Street。1970年，雅迪开设了一到六年级。同年，雅迪拥有约250名学生。在1975年，雅迪开设了高中。1979年，雅迪于休斯敦一所法国学校合并，并开始实行双语制。
1984年，雅迪学校更名为雅迪国际学校。1996年，创始人凯瑟琳·雅迪去世。在该学校的50周年校庆时，雅迪开始建造价值五百万美金的大型综合运动场。其运动场包括一个有1400座的田径场，85个停车位，网球场和健身房。

## 课程
作为休斯敦唯一一所开设法国文凭课程的学校，也同时开设IB文凭课程和美国文凭课程。
学校建立多种语言课程，开设以母语为英语、法语、西班牙语、阿拉伯语、荷兰语、德语和意大利语的课程系统。同时所有学生都必修第二语言课程，可选修第三语言课程。

## 学费
在2014年三月，雅迪的招生主任宣布雅迪的各年级
截止至2014年，每年学费的范围为16000美元至22000美元

## 校园
校园占地15英亩（6.1公顷）位于休斯顿西部的Spring Branch。它在610环路和州际10的交叉点附近，并在它的西北部。校园建筑共有120间教室。
一个三层的65,000平方英尺（6000平方米），33间教室设施称为Levant基金大楼，位于学校的入口附近。它于2012年8月开放。Bailey建筑师事务所的Ray Leiker设计了这栋建筑。它包含一个建筑站，一个餐厅，两个艺术室和一个数码摄影室。这个新设施替代了许多临时建筑。它和一个五层的停车库是一个阶段的第一阶段，5000万美元的建筑项目，包括由贝利建筑师设计的设施。
目前的基本建筑，有七个教室，建成500万美元，并计划于2014年3月完成。这个大楼包括一个计算机实验室，一个媒体室，医务室，两个艺术室，一个教师的休息室和工作室。随着计划的学前建筑，是第二阶段。 新大楼于2014年4月14日举行了剪彩仪式。
在1998年，布鲁克斯通公司建造了一个31,000平方英尺（2,900平方米）的多用途表演艺术和运动建筑。这包括一个表演艺术平台，一个排练室，一个带更衣室的健身房和办公室。
1990年，学龄前建筑开了。 1991年，中学生的科学大楼开张。在1995年增加了学前教室，第二年一个多功能建筑开了。这包括图书馆，计算机中心和外语实验室。
最初的小学课堂位于学校的原始建筑“大蓝”。这栋建筑有名字，因为它是蓝色的。历史上雅迪依赖于使用临时建筑。“大蓝”的拆除在2014年8月完成，为新的学生服务中心腾出空间。
Garrettson大街的前校区位于610 Loop的西侧，现在是休斯敦地区的上城区。

## 学生
截至2014年，学校有超过1550名学生。 这使它成为美国最大的国际学校和休斯敦最大的私立学校。 截至该年，学生来自美国，法国和其他48个国家。约40％的学生是美国人，30％是法国人，其余来自其他国家。法国学生在休斯顿有父母在石油工业和其他专业行业工作。2014年，校长Lisa Darling表示，对于雅迪学校，Schlumberger，Total SA和Technip等公司都有强烈的需求。
学校成立于1956年。最初为22名学生在PK4和幼儿园服务，学校在后来几年迅速扩大。 目前，Awty国际学校学生人数1564名学生PK3-12年级。

## 运动
Lindsay Youngdahl教练是Awty运动系主任。体育校区Awty Field位于1255 North Post Oak，毗邻主校区。其开幕式于2008年4月22日举行。运动场馆包括一个有1400个座位的体育场，四个网球场，一个压榨箱，一个聚乙烯足球场，80个停车位，更衣室，储藏设施，教练办公室和一个让步站。另外它有一个围绕其他设施的跑道。赛道长400米（1,300英尺），有八条车道。它有很宽的转弯和一个Beynon 1000聚氨酯表面。休斯敦迪纳摩队的中场球员，学校的校友斯图尔特·霍尔登出席了2008年的开幕式。
在运动场开放之前，每个运动队在不同的地方练习。网球队在德克萨斯州私立和私立学校协会5A区的其他学校的网球场上进行了主场比赛，网球队在纪念公园的纪念公园网球中心练习。田径队历来在TAPPS 5A学校的几个不同体育场进行练习; 2008年，该队在圣约翰学校练习。在新大院开放之前，足球队只进行“客场”比赛（在其他学校或体育场进行的比赛）[9]，他们在Awty场地的足球场上练习。 “休斯敦纪事报”的安妮特·贝尔德（Annette Baird）将前足球场描述为“小矮人颠簸的场地”。
目前，学生们正在参加Daddy俱乐部的Awty练习赛。
田径队锦标赛冠军
| Sport           | Year |
| --------------- | ---- |
| TAPPS 女生 游泳 | 2011 |
| TAPPS 男生 游泳 | 2014 |
| TAPPS 女生 游泳 | 2014 |
| TAPPS 女生 越野 | 1991 |
| TAPPS 女生 越野 | 2005 |
| TAPPS 女生 越野 | 2007 |
| TAPPS 男生 越野 | 2009 |
| TAPPS 女生 越野 | 2012 |
| TAPPS 女生 越野 | 2013 |
| TAPPS 男生 网球 | 1996 |
| TAPPS 男生 网球 | 1997 |
| TAPPS 男生 网球 | 2002 |
| TAPPS 男生 网球 | 2003 |
| TAPPS 男生 足球 | 1988 |
| TAPPS 男生 足球 | 1989 |
| TAPPS 男生 足球 | 1990 |
| TAPPS 男生 足球 | 1996 |
| TAPPS 女生 足球 | 2003 |

## 知名校友
- Stuart Holden (Class of 2003) - 休斯顿迪纳摩和博尔顿流浪者的中场球员

## 知名教员
Ryan Harlan - 迪卡侬NCAA全国冠军

## 外部連結
- （英文） 雅迪国际学校 （页面存档备份，存于）
- （英文） "Awty International picks interim head to lead school （页面存档备份，存于）." 《休斯敦纪事报》. February 4, 2014.
- （英文） Behrens, Tom. "Awty building planned for elementary grades （页面存档备份，存于）." 《休斯敦纪事报》. November 19, 2013. Updated November 26, 2013.
- （英文） Baird, Annette. "Awty starts expansion project （页面存档备份，存于）." 《休斯敦纪事报》. June 1, 2011.
- （英文） Hughes, Kim. "Awty school marks its 50th （页面存档备份，存于）." 《休斯敦纪事报》. September 8, 2006. Memorial News.